# Communes de la ville métropolitaine de Palerme
- Haut – A
- B
- C
- D
- E
- F
- G
- H
- I
- J
- K
- L
- M
- N
- O
- P
- Q
- R
- S
- T
- U
- V
- W
- X
- Y
- Z

## A
- Alia
- Alimena
- Aliminusa
- Altavilla Milicia
- Altofonte

## B
- Bagheria
- Balestrate
- Baucina
- Belmonte Mezzagno
- Bisacquino
- Blufi
- Bolognetta
- Bompietro
- Borgetto

## C
- Caccamo
- Caltavuturo
- Campofelice di Fitalia
- Campofelice di Roccella
- Campofiorito
- Camporeale
- Capaci
- Carini
- Castelbuono
- Casteldaccia
- Castellana Sicula
- Castronovo di Sicilia
- Cefalà Diana
- Cefalù
- Cerda
- Chiusa Sclafani
- Ciminna
- Cinisi
- Collesano
- Contessa Entellina
- Corleone

## F
- Ficarazzi

## G
- Gangi
- Geraci Siculo
- Giardinello
- Giuliana
- Godrano
- Gratteri

## I
- Isnello
- Isola delle Femmine

## L
- Lascari
- Lercara Friddi

## M
- Marineo
- Mezzojuso
- Misilmeri
- Monreale
- Montelepre
- Montemaggiore Belsito

## P
- Palazzo Adriano
- Palerme
- Partinico
- Petralia Soprana
- Petralia Sottana
- Piana degli Albanesi
- Polizzi Generosa
- Pollina
- Prizzi

## R
- Roccamena
- Roccapalumba

## S
- San Cipirello
- San Giuseppe Jato
- San Mauro Castelverde
- Santa Cristina Gela
- Santa Flavia
- Sciara
- Scillato
- Sclafani Bagni

## T
- Termini Imerese
- Terrasini
- Torretta
- Trabia
- Trappeto

## U
- Ustica

## V
- Valledolmo
- Ventimiglia di Sicilia
- Vicari
- Villabate
- Villafrati